# Атике-султанија (ћерка Ибрахима)
Атике-султанија је била ћерка султана Ибрахима и султаније Турхан Хатиџе. Добила је име у част своје тетке Атике-султаније, која је била вољена и од султана и од његове главне жене.

## Први и други брак
У доби од три године је удата за Јусуф-пашу, који је убијен исте године. Након тога, удата је 1648. године Сари Кенан-пашу,намесника Будима, који је по наређењу њеног брата погубљен 16. фебруара 1659. године у Алепу, због издаје.

## Трећи брак
Након што јој је супруг погубљен, удаје се исте године за намесника Анатолије Исмаил-пашу Босанца,новог намесника Будима. Поседовали су палату у Кандилију,насељу у Ускудару. Погинуо је 1. августа 1664. године.

## Четврти брак
Удала се 1665. године за Хадим Мехмед-пашу који је имао 90 година. Пре брака је био велики везир и повереник њене мајке. Именован је за новог намесника Будима, где је и умро следеће године (април 1666).

## Пети брак
Месец дана након смрти Хадим Мехмед-паше , Мехмед IV је хтео да је уда за Кулоглу Мустафа-пашу, који је одбио ту част, да би оженио 1675. године султанију Хатиџе, султанову ћерку. Уместо њега одлучује се за Џерах Касим-пашу, којег удаје за Атике у децембру 1666. Касим-паша постаје нови намесник Будима 1666, затим Ерзурума 1667, као и Темишвара 1672, којег је султанија Атике свуда пратила. Верује се и да су имали потомство, пошто је речено да му је султан напоменуо да је његова сестра остала девица кроз сва њена претходна четири брака.

## Занимљивости
Атике је засигурно била ћерка Турхан-султаније, јер је, према савременим изворима , у народу била позната као ''сопствена сестра султана Мехмета''. Поред тога , њено име јасно упућује на то , јер је Турхан султанија подигнута од стране Атике султаније , сестре султана Ибрахима.
Постоји веровање да је управо због тога Атике била омиљена нећака своје тетке. Верује се да је након очеве смрти доста времена проводила код султаније Атике и султаније Каје у Маниси.
Речено је за Атикине мужеве, да, иако су били ожењени рођеном сестром султана, нису избјегавали насилну смрт. Печеви рекао да је 'оставила своје муке и сузе брдима Буде'. 

## Добротворне организације
Атике је помагала људима стварајући народне кухиње , библиотеке, школе , чесме , домове за сиромашне и бесплатно снабдевање водом.
Према историчару Ибрахиму Печевију, остала је упамћена као дама Будима коју су становници тог града дуго памтили.

## Смрт
Речено је да је умрла током владавине свог брата. Умрла је на порођају 1674. године.